# Fine dell'infanzia
Fine dell'infanzia è una poesia di Eugenio Montale, facente parte della raccolta Ossi di seppia pubblicata nel 1925.

## Metrica
La poesia è composta da otto strofe di lunghezza diversa: dai nove versi della prima ai venti della settima. Il ritmo del componimento è endecasillabo e settenario. Le rime sono irregolari.

## Analisi del componimento
Montale in questo componimento definisce la rottura con la natura. La poesia va intesa come l'unione delle prime sei strofe e delle ultime due. Nelle prime sei strofe utilizza l'imperfetto e descrive l'infanzia; le ultime due strofe rappresentano lo stacco dall'età infantile all'età adulta.
Il mare, ripreso dalla sezione precedente della raccolta (Mediterraneo), viene descritto per i suoi "solchi" (avvallamenti tra un'onda e l'altra) e mosso, con schiuma e onde. La spiaggia descritta nella poesia è quella di Monterosso (luogo dell'infanzia di Montale). L'autore descrive i flutti, carichi di detriti, che ingiallivano la foce del fiume, esprimendo l'aspetto della natura che non è idilliaco come l'io lirico credeva. Sulla spiaggia, un luogo ospitale, si intravedono vecchie case (che sottolineano i ricordi di Montale).
Vi è un accenno alle tamerici, che rappresentano un collegamento con il pensiero di Pascoli, rappresentanti il male di vivere. L'io lirico, dopo aver osservato le tamerici, ha compreso che anche la natura non è florida per sempre; che il desiderio e la paura di crescere non bloccano il fatto che accada comunque. L'io lirico, dopo questa constatazione, capisce che decidere è l'unico modo per non rimanere in balia degli eventi della crescita.
In questo componimento è chiaro il legame tra Montale e la poesia di Leopardi: vengono descritte le colline di Monterosso, che possono essere superate con il pensiero, ma che rimangono nel ricordo di chi ci passeggiava.
Il confine definito dalle colline non veniva solcato dall'io lirico durante l'infanzia; questi limiti non vengono superati neanche dal ricordo che invece mantiene vivide le strade.
Dopo aver descritto il paesaggio marino, l'io lirico racconta il ritorno a Monterosso, esprimendo la spensieratezza dell'infante che non proiettava ogni momento verso il futuro, ma viveva alla giornata. Ogni momento era una scoperta, una novità; non c'erano né norme sociali, né proibizioni; non aveva la consapevolezza di essere felice. Montale descrive le strade che portavano alla sua casa al mare, attraverso le quali l'io lirico percepiva che gli elementi intorno a lui iniziavano ad assumere dei nomi, indicando l'inizio della rottura dell'armonia con la natura e, quindi, con l'infanzia.
La sesta strofa si apre con l'immagine di un'età sorgiva ("verginale") come in "Là fuoriesce il tritone". Le nuvole non rappresentano un oggetto da interpretare, ma sono dei personaggi mitici, di una favola cui subentra una visione tipica della maturità. La natura, all'io lirico, sembrava diversa dal solito, uscita da un altro seme: questo gli fece capire che l'infanzia stava terminando, nonostante sperava durasse per sempre.
Nella settima strofa, Montale utilizza il passato remoto, definendo la rottura con l'età della spensieratezza.  L'io lirico racconta di come il mare, severo come un padre, travolse tutte le sue sicurezze. Montale descrive come, nel momento in cui aprì la porta per far entrare i primi raggi di sole all'interno della casa, il suono stridulo della ghiaia e la tempesta che si nascondeva fuori, gli abbiano definito la fine della sua infanzia. Blasucci mostra la profondità e i limiti del rapporto tra Montale e Leopardi.
Nell'ultima strofa, Montale paragona la sua infanzia alle barchette di vela spiegate. Rimane in silenzio, in attesa della fine dell'età dei giochi. Quest'attesa ha portato il vento, di cui non è chiara la connotazione: la certezza è che porterà cambiamento.